# Championnat de Belgique de football de troisième division 1960-1961
Navigation
saison précédente saison suivante
Le Championnat de Belgique de football Division 3 1960-1961 est la 32e édition du championnat de troisième niveau national de football en Belgique. Il conserve le même format que la saison précédente, à savoir deux séries de 16 équipes, qui se rencontrent deux fois chacune pendant la saison. Les deux champions sont promus en Division 2, tandis que les deux derniers de chaque série sont relégués en Promotion.
Pour cette édition, les séries sont composées avec l'une regroupant les Provinces flandriennes, le Brabant et le Hainaut, alors que l'autre est composée avec les  provinces restantes. Des équipes de la province d'Anvers se retrouvent dans l'une ou l'autre série.
Cette édition couronne deux clubs habitués aux honneurs à ce niveau. Dans la série « A », l'AS Ostende (4e titre) se détache assez facilement et termine avec 8 points d'avance sur son premier poursuivant. Dans le groupe « B », Herentals (3e titre) est discret jusqu'à mi-parcours puis prend la tête et se détache définitivement. Le Daring Louvain auteur d'une belle remontée se classe 2e devant Crossing de Molenbeek, en raison d'un plus petit nombre de défaite.

## Fusion
À la fin de saison précédente, un des clubs promus de Promotion, le K. Tubantia FC (matricule 64) - vainqueur de la « Série D »  -  a fusionné avec son voisin du K. RC Borgerhout (matricule 84) pour former le K. Turbantia Borgerhout FC (matricule 64). C'est sous cette appellation que le club évolue en Division 3 cette saison.

## Clubs participants
32 clubs participent à cette édition, soit le même nombre que lors du championnat précédent. Les clubs dont le matricules est renseigné en gras existent encore en 2014.

### Série A
| #  | Nom                                                           | Mat. | Ville           | Stades           | En D3 depuis    | Total en D3 | Saison précéd.           |
| -- | ------------------------------------------------------------- | ---- | --------------- | ---------------- | --------------- | ----------- | ------------------------ |
| 1  | Koninklijke Racing Club Mechelen                              | 24   | Malines         | O. Van Kesbeeck  | 1960-1961 (1re) | 1 1 saison  | Division 2 14e           |
| 2  | Royal Racing Club de Gand                                     | 11   | Gand            | E. Hielstadion   | 1955-1956 (6e)  | 16 saisons  | 13e Série B              |
| 3  | Royale Union Sportive Tournaisienne                           | 26   | Tournai         | stade G. Horlait | 1958-1959 (3e)  | 23 saisons  | 14e Série B              |
| 4  | Royal Football Club Renaisien                                 | 46   | Renaix          | Parc Lagache     | 1959-1960 (2e)  | 12 saisons  | 8e Série B               |
| 5  | Athletische Sportvereniging Oostende Koninklijke Maatschappij | 53   | Ostende         | Albertpark       | 1958-1959 (3e)  | 10 saisons  | 3e Série A               |
| 6  | Koninklijke Boom Football Club                                | 58   | Boom            | du Parc communal | 1959-1960 (2e)  | 4 saisons   | 11e Série A              |
| 7  | Royal Cercle Sportif Brainois                                 | 75   | Braine-l'Alleud | ??               | 1957-1958 (4e)  | 10 saisons  | 12e Série B              |
| 8  | Koninklijke Willebroekse Sportvereniging                      | 85   | Willebroek      | Henry Pickery    | 1953-1954 (8e)  | 21 saisons  | 2e Série A               |
| 9  | Royale Association Athlétique Louviéroise                     | 93   | La Louvière     | ??               | 1954-1955 (7e)  | 20 saisons  | 3e Série B               |
| 10 | Union Sportive du Centre                                      | 213  | Haine-St-P.     | ??               | 1959-1960 (2e)  | 2 saisons   | 7e Série B               |
| 11 | Koninklijke Football Club Eeklo                               | 231  | Eeklo           | ??               | 1956-1957 (5e)  | 7 saisons   | 14e Série A              |
| 12 | Football Club Waaslandia Burcht                               | 557  | Burcht          | ??               | 1958-1959 (3e)  | 4 saisons   | 6e Série A               |
| 13 | Koninklijkie Football Club Izegem                             | 935  | Izegem          | ??               | 1955-1956 (6e)  | 13 saisons  | 8e Série A               |
| 14 | Sportvereniging Waregem                                       | 4451 | Waregem         | Regenboog        | 1954-1955 (7e)  | 11 saisons  | 7e Série A               |
| 15 | Koninklijke Tubantia Borgerhout Football Club                 | 64   | Borgerhout      | Rivierenhof      | 1960-1961 (1er) | 11 saisons  | Promotion - Série D, 1re |
| 16 | Koninklijke Sport Kring Roeselare                             | 134  | Roulers         | Het Motje        | 1960-1961 (1er) | 11 saisons  | Promotion - Série C, 1re |

### Localisations Série A
| \| AS Oostende Roulers Izegem Waregem Eeklo W. Burcht RC Gand Tubantia Boom Willebroek Malines Renaix US Tournai US Centre La Louvière CS Brainois \| Localisation des clubs engagés en Division 3A 1960-1961 |
| AS Oostende Roulers Izegem Waregem Eeklo W. Burcht RC Gand Tubantia Boom Willebroek Malines Renaix US Tournai US Centre La Louvière CS Brainois                                                               |

### Série B
| #  | Nom                                     | Mat. | Ville     | Stades            | En D3 depuis    | Total en D3 | Saison précéd.           |
| -- | --------------------------------------- | ---- | --------- | ----------------- | --------------- | ----------- | ------------------------ |
| 1  | Royal Football Club Sérésien            | 17   | Seraing   | du Pairay         | 1960-1961 (1er) | 12 saisons  | Division2, 16e           |
| 2  | Royal Uccle Sport                       | 15   | Uccle     | rue de Neerstalle | 1958-1959 (3e)  | 4 saisons   | 12e Série A              |
| 3  | Royal Fléron Football Club              | 33   | Fléron    | ??                | 1958-1959 (3e)  | 17 saisons  | 10e Série B              |
| 4  | Koninklijke Hasseltse Voetbalvereniging | 65   | Hasselt   | ??                | 1959-1960 (2e)  | 12 saisons  | 4e Série A               |
| 5  | Royal Racing Football Club Montegnée    | 77   | Montegnée | ??                | 1954-1955 (7e)  | 22 saisons  | 2e Série B               |
| 6  | Koninklijke Football Club Herentals     | 97   | Herentals | ??                | 1956-1957 (5e)  | 16 saisons  | 9e Série A               |
| 7  | Royal Racing Club Tirlemont             | 132  | Tirlemont | Julien Bergé      | 1957-1958 (4e)  | 9 saisons   | 6e Série B               |
| 8  | Royale Jeunesse Arlonaise               | 143  | Arlon     | Beau Site         | 1956-1957 (5e)  | 23 saisons  | 11e Série B              |
| 9  | Royal Stade Waremmien Football Club     | 190  | Waremme   | ??                | 1958-1959 (3e)  | 20 saisons  | 5e Série B               |
| 10 | Koninklijke Daring Club Leuven          | 223  | Kessel-Lo | ??                | 1952-1953 (9e)  | 23 saisons  | 4e Série B               |
| 11 | Koninklijke Aarschot Sport              | 441  | Aarschot  | ??                | 1958-1958 (4e)  | 11 saisons  | 13e Série B              |
| 12 | Royal Crossing Club de Molenbeek        | 451  | Molenbeek | Sippelberg        | 1959-1960 (2e)  | 11 saisons  | 5e Série A               |
| 13 | Vrij en Vlug Overpelt-Fabriek           | 2554 | Overpelt  | De Leukens        | 1957-1958 (4e)  | 4 saisons   | 10e Série A              |
| 14 | Union Basse-Sambre Auvelais             | 4290 | Auvelais  | ??                | 1959-1960 (2e)  | 4 saisons   | 9e Série B               |
| 15 | Koninklijke Wezel Sport Football Club   | 844  | Wezel     | Balen-Neetlaan    | 1960-1961 (1er) | 11 saisons  | Promotion - Série B, 1re |
| 16 | Royale Entente Sportive Jamboise        | 1579 | Jambes    | stade communal    | 1960-1961 (1er) | 4 saisons   | Promotion - Série A, 1re |

### Localisations Série B
| \| Région liégeoise · SER = R. FC Sérésien · MON = R. Racing FC Montegnée · FLE = R. Fléron FC Herentals Wezel Aarschot DC Louvain Crossing Tirlemont MON SER FLE Waremme Overpelt Hasselt Uccle Jambes Auvelais Arlon \| Localisation des clubs engagés en Division 3B 1960-1961 |
| Région liégeoise · SER = R. FC Sérésien · MON = R. Racing FC Montegnée · FLE = R. Fléron FC Herentals Wezel Aarschot DC Louvain Crossing Tirlemont MON SER FLE Waremme Overpelt Hasselt Uccle Jambes Auvelais Arlon                                                               |

## Classements & Résultats
- Le nom des clubs est celui employé à l'époque - Cette saison, pour la dernière fois, en cas d'égalité de points, la prédominance est donnée«  au plus petit nombre de défaites ».

Légende
- Clubs champions et promus en Division 2 la saison suivante
- Clubs relégués en Promotion la saison suivante

Abréviations
 : club relégué de « Division 2 » depuis la saison précédente
 : Clubs promus de « Promotion » depuis la saison précédente

### Classement final - série A
| Rang | Équipe                    | Pts | J  | G  | N  | P  | Bp | Bc | Diff |
| ---- | ------------------------- | --- | -- | -- | -- | -- | -- | -- | ---- |
| 1    | AS OOSTENDE KM            | 46  | 30 | 21 | 4  | 5  | 79 | 33 | +46  |
| 2    | K. Willebroekse SV        | 38  | 30 | 16 | 6  | 8  | 62 | 41 | +21  |
| 3    | R. FC Renaisien           | 37  | 30 | 16 | 5  | 9  | 51 | 36 | +15  |
| 4    | K. RC Mechelen            | 35  | 30 | 13 | 9  | 8  | 63 | 39 | +24  |
| 5    | K. SV Waregem             | 34  | 30 | 13 | 8  | 9  | 46 | 38 | +8   |
| 6    | R. AA Louvièroise         | 33  | 30 | 12 | 9  | 9  | 56 | 53 | +3   |
| 7    | K. SK Roeselare           | 31  | 30 | 11 | 9  | 10 | 52 | 40 | +12  |
| 8    | FC Waaslandia Burcht      | 30  | 30 | 10 | 10 | 10 | 57 | 51 | +6   |
| 9    | R. RC de Gand             | 30  | 30 | 11 | 8  | 11 | 49 | 55 | -6   |
| 10   | R. CS Brainois            | 30  | 30 | 13 | 4  | 13 | 39 | 49 | -10  |
| 11   | K. Tubantia Borgerhout FC | 28  | 30 | 11 | 7  | 12 | 55 | 56 | -1   |
| 12   | K. Boom FC                | 27  | 30 | 8  | 11 | 11 | 45 | 52 | -7   |
| 13   | R. US Tournaisienne       | 26  | 30 | 8  | 10 | 12 | 43 | 56 | -13  |
| 14   | K. FC Eeklo               | 26  | 30 | 10 | 6  | 14 | 54 | 56 | -2   |
| 15   | US du Centre              | 22  | 30 | 6  | 10 | 14 | 34 | 56 | -22  |
| 16   | K. FC Izegem              | 6   | 30 | 2  | 2  | 26 | 19 | 93 | -74  |

#### Résultats des rencontres - Série A
| Résultats (▼dom., ►ext.)                                   | BOO | TUB | BRA | WAA | CEN | EEK | GAN | IZE | LOU | RCM | OST | REN | ROE | TOU | WAR | WIL |
| K. Boom FC                                                 |     | 1-2 | 4-0 | 1-2 | 5-1 | 1-1 | 1-2 | 3-2 | 1-1 | 1-0 | 1-1 | 1-1 | 1-1 | 2-2 | 3-1 | 1-4 |
| K. Tubantia Borgerhout FC                                  | 3-3 |     | 2-0 | 2-2 | 1-1 | 4-2 | 3-1 | 4-0 | 1-2 | 4-2 | 1-1 | 0-2 | 1-2 | 5-2 | 0-3 | 1-4 |
| R. CS Brainois                                             | 4-1 | 5-2 |     | 0-1 | 3-0 | 4-1 | 1-0 | 2-0 | 1-0 | 2-1 | 0-4 | 2-0 | 0-0 | 0-2 | 1-0 | 1-0 |
| FC Waaslandia Burcht                                       | 1-1 | 2-1 | 8-1 |     | 6-0 | 3-2 | 2-4 | 0-1 | 2-4 | 1-1 | 0-2 | 2-3 | 1-3 | 0-2 | 0-0 | 4-2 |
| US du Centre                                               | 1-1 | 1-2 | 0-2 | 6-2 |     | 1-0 | 2-2 | 5-1 | 1-3 | 0-3 | 0-3 | 0-0 | 1-1 | 3-3 | 2-1 | 2-2 |
| K. FC Eeklo                                                | 2-2 | 0-3 | 4-1 | 1-1 | 0-1 |     | 4-5 | 4-0 | 3-3 | 1-1 | 4-0 | 0-2 | 3-0 | 3-1 | 0-2 | 3-1 |
| R. RC de Gand                                              | 1-3 | 2-1 | 0-0 | 1-1 | 2-2 | 1-1 |     | 1-0 | 0-2 | 2-1 | 0-2 | 1-1 | 0-0 | 3-1 | 3-3 | 1-2 |
| K. FC Izegem                                               | 0-3 | 1-3 | 0-4 | 0-4 | 0-0 | 1-3 | 1-4 |     | 1-5 | 0-4 | 1-2 | 2-0 | 0-2 | 1-1 | 1-3 | 2-5 |
| R. AA Louviéroise                                          | 3-0 | 2-2 | 2-2 | 3-1 | 0-0 | 2-1 | 1-4 | 4-1 |     | 0-0 | 2-3 | 1-3 | 3-2 | 2-1 | 0-0 | 2-2 |
| K. RC Mechelen                                             | 1-2 | 3-1 | 1-1 | 1-1 | 3-0 | 7-0 | 2-2 | 6-1 | 2-0 |     | 1-0 | 3-1 | 1-0 | 6-0 | 2-1 | 1-3 |
| AS Oostende KM                                             | 4-1 | 3-0 | 3-1 | 1-2 | 2-1 | 5-1 | 6-1 | 5-0 | 6-2 | 7-3 |     | 2-0 | 0-0 | 4-1 | 2-1 | 1-0 |
| R. FC Renaisien                                            | 3-0 | 3-1 | 3-0 | 1-0 | 1-0 | 0-1 | 4-1 | 4-0 | 2-2 | 2-0 | 1-4 |     | 2-1 | 1-3 | 2-1 | 5-0 |
| K. SK Roeselare                                            | 6-1 | 1-2 | 1-0 | 0-1 | 2-0 | 1-7 | 4-0 | 5-0 | 3-2 | 1-1 | 2-2 | 3-1 |     | 6-1 | 2-2 | 1-1 |
| R. US Tournaisienne                                        | 0-0 | 1-1 | 4-0 | 2-2 | 1-1 | 1-0 | 1-2 | 2-0 | 1-2 | 2-3 | 3-1 | 1-1 | 2-0 |     | 1-1 | 0-0 |
| SV Waregem                                                 | 1-0 | 1-1 | 3-1 | 2-2 | 3-2 | 0-2 | 2-1 | 2-1 | 2-1 | 2-2 | 1-2 | 0-1 | 2-1 | 2-1 |     | 2-0 |
| K. Willebroekse SV                                         | 1-0 | 3-1 | 2-0 | 3-3 | 2-0 | 2-0 | 1-3 | 3-1 | 5-0 | 1-1 | 2-1 | 4-1 | 2-1 | 4-0 | 1-2 |     |
| - Victoire à domicile - Match nul - Victoire à l'extérieur |     |     |     |     |     |     |     |     |     |     |     |     |     |     |     |     |

#### Résumé
L'AS Ostende survole cette série où le suspense ne prévaut qu'en raison d'un calendrier émaillé de nombreuses remises, laissant les formations non alignées en termes de matchs jouées. Les premiers accessits sont disputés par le RC Mechelen dont c'est la toute première saison au 3e niveau, La Louvière et le SV Waregem, mais ce sont Willebroek et FC Renaisien qui montent sur le podium, au prix d'un excellent deuxième tour.
La lutte pour le maintien se résume rapidement à la question « qui sera le deuxième descendant ? ». Le FC Izegem est largement sous le niveau moyen et condamné mathamétiquement six matchs avant la fin. Par ailleurs, le manque de clarté du classement en raison du nombre inégal de rencontres jouées sème le trouble. Le FC Eeklo et Boom semblent longtemps les plus « faibles », mais c'est finalement l'US du Centre qui descendant. Auteur d'une bonne entame, le « matricule 213 » régresse dans la hiérarchie et boucle même son championnat par cinq défaites. Les victoires « surprenantes » d'Eeklo en fin de parcours posent question, mais aucune enquête ne vient éclaircir la situation.

### Classement final -série B
| Rang | Équipe                     | Pts | J  | G  | N | P  | Bp | Bc | Diff |
| ---- | -------------------------- | --- | -- | -- | - | -- | -- | -- | ---- |
| 1    | K. FC HERENTALS            | 40  | 30 | 18 | 4 | 8  | 76 | 43 | +33  |
| 2    | K. Daring Club Leuven      | 36  | 30 | 14 | 8 | 8  | 66 | 47 | +19  |
| 3    | R. Crossing Club Molenbeek | 36  | 30 | 15 | 6 | 9  | 72 | 50 | +22  |
| 4    | R. Ent. Sp. Jamboise       | 32  | 30 | 12 | 8 | 10 | 52 | 47 | +5   |
| 5    | R. RC Tirlemont            | 32  | 30 | 12 | 8 | 10 | 52 | 55 | -3   |
| 6    | V&V Overpelt-Fabriek       | 31  | 30 | 12 | 7 | 11 | 66 | 45 | +21  |
| 7    | R. Fléron FC               | 31  | 30 | 14 | 3 | 13 | 54 | 64 | -10  |
| 7    | R. FC Sérésien             | 29  | 30 | 11 | 7 | 12 | 65 | 58 | +7   |
| 9    | R. Jeunesse Arlonaise      | 29  | 30 | 11 | 7 | 12 | 49 | 52 | -3   |
| 10   | UBS Auvelais               | 29  | 30 | 11 | 7 | 12 | 52 | 73 | -21  |
| 11   | K. Wezel Sport FC          | 29  | 30 | 12 | 5 | 13 | 71 | 57 | +14  |
| 12   | R. Racing FC Montegnée     | 27  | 30 | 9  | 9 | 12 | 60 | 54 | +6   |
| 13   | R. Uccle Sport             | 26  | 30 | 10 | 6 | 14 | 42 | 63 | -21  |
| 14   | K. Aarschot Sport          | 26  | 30 | 11 | 4 | 15 | 41 | 63 | -22  |
| 15   | R. Stade Waremmien FC      | 24  | 30 | 9  | 6 | 15 | 53 | 77 | -24  |
| 16   | K. Hasseltse VV            | 23  | 30 | 8  | 7 | 15 | 59 | 82 | -23  |

#### Résultats des rencontres - Série B
| Résultats (▼dom., ►ext.)                                   | AAR | RJA | AUV | FLE | JAM | HAS | HER | DCL | CRO | MON | OVE | SER | TIR | UCC | WAR | WEZ |
| K. Aarschot Sport                                          |     | 2-1 | 0-3 | 3-1 | 2-0 | 3-1 | 1-2 | 2-1 | 0-0 | 5-4 | 3-1 | 0-1 | 2-1 | 2-1 | 1-3 | 0-1 |
| R. Jeunesse Arlonaise                                      | 3-0 |     | 1-1 | 5-1 | 1-1 | 1-0 | 3-1 | 7-0 | 1-2 | 3-0 | 1-5 | 1-1 | 1-1 | 5-1 | 3-1 | 2-3 |
| UBS Auvelais                                               | 3-2 | 1-0 |     | 2-1 | 2-4 | 3-8 | 1-1 | 1-1 | 1-4 | 0-4 | 2-2 | 2-1 | 2-0 | 1-4 | 6-3 | 3-2 |
| R. Fléron FC                                               | 3-2 | 1-1 | 4-2 |     | 1-0 | 3-2 | 0-0 | 0-1 | 1-0 | 1-4 | 4-3 | 4-1 | 2-3 | 2-0 | 3-2 | 3-0 |
| R. Ent. Sp. Jamboise                                       | 4-0 | 0-0 | 2-0 | 1-0 |     | 3-0 | 0-1 | 4-3 | 3-2 | 2-2 | 2-3 | 1-4 | 1-1 | 2-3 | 2-0 | 2-0 |
| K. Hasseltse VV                                            | 1-1 | 2-0 | 4-4 | 5-2 | 1-2 |     | 1-2 | 0-3 | 1-2 | 4-3 | 1-3 | 3-2 | 2-1 | 1-1 | 3-3 | 2-1 |
| K. FC Herentals                                            | 3-0 | 6-0 | 1-0 | 8-0 | 2-2 | 3-3 |     | 3-1 | 4-2 | 3-0 | 4-1 | 7-2 | 1-2 | 0-2 | 2-3 | 3-0 |
| K. Daring Club Leuven                                      | 3-0 | 1-1 | 1-2 | 2-0 | 1-1 | 6-1 | 2-1 |     | 0-2 | 2-0 | 1-0 | 3-3 | 4-3 | 4-1 | 7-2 | 7-1 |
| R. Crossing Cl. Molenbeek                                  | 6-2 | 5-2 | 1-2 | 1-3 | 6-3 | 7-2 | 3-1 | 3-3 |     | 2-0 | 2-2 | 3-2 | 1-2 | 3-0 | 5-3 | 1-1 |
| R. Racing FC Montegnée                                     | 3-4 | 0-1 | 1-0 | 1-1 | 0-0 | 8-1 | 2-3 | 0-0 | 2-1 |     | 3-1 | 2-2 | 0-0 | 4-0 | 3-3 | 4-1 |
| V&V Overpelt-Fabriek                                       | 0-0 | 1-0 | 4-0 | 7-0 | 4-0 | 5-0 | 3-2 | 2-0 | 2-3 | 1-1 |     | 0-0 | 0-1 | 8-1 | 0-1 | 0-0 |
| R. FC Sérésien                                             | 4-0 | 3-2 | 1-1 | 5-4 | 1-2 | 2-1 | 2-3 | 4-0 | 2-3 | 2-0 | 2-2 |     | 5-1 | 5-1 | 0-1 | 7-4 |
| R. RC Tirlemont                                            | 0-0 | 0-2 | 2-2 | 1-5 | 4-1 | 2-2 | 2-4 | 1-4 | 1-1 | 3-2 | 4-0 | 1-0 |     | 3-2 | 3-0 | 2-2 |
| R. Uccle Sport                                             | 0-1 | 0-1 | 1-2 | 2-1 | 1-0 | 2-4 | 4-2 | 0-3 | 0-0 | 2-2 | 2-1 | 1-1 | 1-1 |     | 3-0 | 3-2 |
| R. Stade Waremmien FC                                      | 3-1 | 5-0 | 5-3 | 0-2 | 1-6 | 3-3 | 1-2 | 1-1 | 0-0 | 1-5 | 3-2 | 1-0 | 2-4 | 0-0 |     | 2-3 |
| K. Wezel Sport FC                                          | 6-2 | 7-0 | 8-0 | 0-1 | 1-1 | 1-0 | 0-1 | 1-1 | 4-2 | 5-0 | 2-3 | 4-0 | 5-2 | 2-3 | 4-0 |     |
| - Victoire à domicile - Match nul - Victoire à l'extérieur |     |     |     |     |     |     |     |     |     |     |     |     |     |     |     |     |

#### Résumé
Dans le haut du classement, cette série reste partagée et indécise durant tout le premier tour. Vers la fin de celui-ci, le FC Herentals, qui avait débuté discrètement, effectue une belle remontée et s'installe aux commandes. Le « matricule 97 » creuse petit à petit l'écart et sa première place n'est plus jamais remise en question. Les « challengers » se succèdent comme Fléron, Overpelt-Fabriek voire le promu de l'ES Jamnboise, mais ce sont finalement le Daring Louvain et le Crossing Molenbeek qui deviennent ou restent les derniers prétendants. Les Louvanistes résistent aux Bruxellois qu'ils devancent pour avoir concédé une défaite de moins. La saison suivante, le règlement est adapté.
Uccle Sport et le Racing FC Montegnée font longtemps figures de victimes expiatoires et nombre d'observateurs leur prédisent la relégation en Promotion. Mais au prix d'une excellente fin de parcours, les deux clubs se tirent d'embarras. La fin de championnat est stressante en bas de tableau avec jusqu'à sept clubs concernés, dont Boom et le FC Sérésien qui redescend de Division 2. Le sprint final est défavorable à Hasseltse VV et au Stade Waremme.

### Désignation du Champion de Division 3
Le titre de « Champion de Division 3 » est attribué après une confrontation aller/retour entre les vainqueurs de chacune des deux séries.
| Dates                    | Domicile        | Déplacement     | Résultat | Remarques |
| ------------------------ | --------------- | --------------- | -------- | --------- |
| 22 mai 1961              | K. FC Herentals | AS Oostende KM  | 2-1      |           |
| 28 mai 1961              | AS Oostende KM  | K. FC Herentals | 1-1      |           |
| K. FC HERENTALS champion |                 |                 |          |           |

Précisons que ce mini-tournoi n'a qu'une valeur honorifique et n'influe pas sur la montée. Les quatre champions de série sont promus.

### Meilleurs buteurs
- Série A : ?
- Série B : ?

## Récépitulatif  la saison
- Champion A: AS Oostende KM (4e titre en D3)
- Champion B: K. FC Herentals (3e titre en D3)

- Vingt-et-unième titre de D3 pour la Province d'Anvers
- Quatorzième titre de D3 pour la Province de Flandre occidentale

| Région flamande (15)            | Région flamande (15) | Province de Brabant (6)      | Province de Brabant (6) | Région wallonne (11)   | Région wallonne (11) |
| ------------------------------- | -------------------- | ---------------------------- | ----------------------- | ---------------------- | -------------------- |
| Province d'Anvers               | 5                    | Région de Bruxelles-Capitale | 2                       | Province de Hainaut    | 4                    |
| Province de Flandre-Occidentale | 4                    | Province du Brabant flamand  | 3                       | Province de Liège      | 4                    |
| Province de Flandre-Orientale   | 3                    | Province du Brabant wallon   | 1                       | Province de Luxembourg | 1                    |
| Province de Limbourg            | 3                    |                              |                         | Province de Namur      | 2                    |

1. ↑  Au niveau footballistique, la province de Brabant est toujours unitaire malgré sa partition territoriale en 1995.

### Admission / Relégation
L'AS Ostende et Herentals montent en Division 2, d'où sont relégués le Lyra et le Racing CB.
L'Union du Centre, Hasseltse VV, Izegem et le Stade Waremme retournent en Promotion, d'où sont promus Kontich, l'AEC Mons, le Tongerse SV Cercle et Sottegem.

## Débuts en D3
Un club évolue pour la toute première fois de son Histoire au 3e niveau national du football belge. Il est le 206e club différent à jouer à ce niveau.
- K. RC Mechelen est le 40e club anversois différent à jouer au 3e niveau national. (Précédemment, depuis 1909, ce club n'a connu que les deux premiers étages de la pyramide du football belge).